# Koektrommel

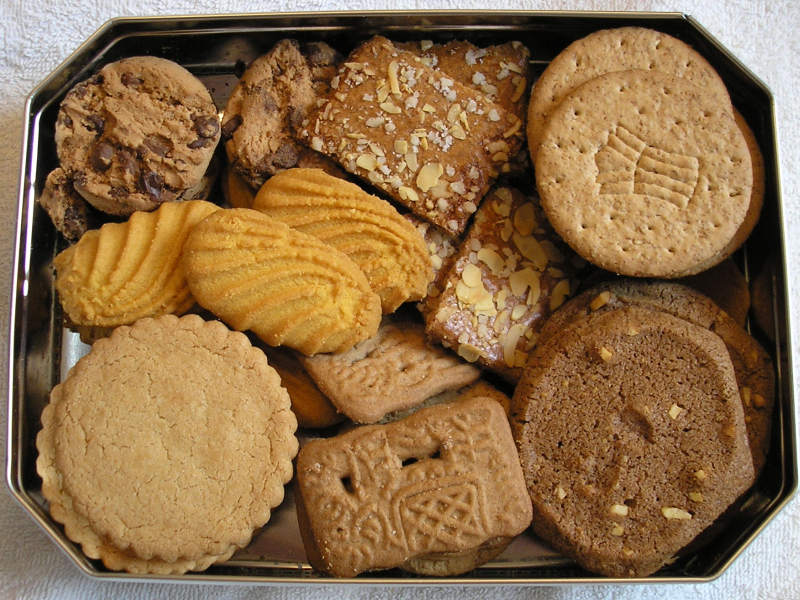
Open koektrommel

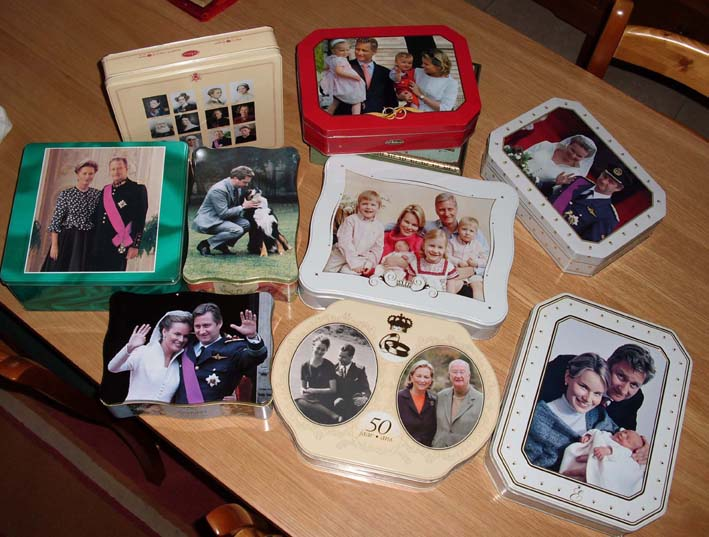
Koektrommel als verzamelobject.

Een koektrommel of koekblik is een metalen doos met een deksel of klep bedoeld om koekjes of ontbijtkoek te bewaren. Hij wordt voornamelijk gebruikt om koekjes langer vers en knapperig te houden. Ook dient een koektrommel om koekjes te presenteren.
Koektrommels zijn van oudsher in Nederland en Groot-Brittannië meestal uit blik gemaakt. Dun plaatijzer wordt om roest tegen te gaan van een beschermend laagje voorzien door het in vloeibaar tin onder te dompelen. Vervolgens wordt het metaal in de juiste vorm gestanst en geperst en van een verflaag met decoratie voorzien. Koekblikken hebben een los of een scharnierend vast deksel. In landen zoals de Verenigde Staten, Canada en Engeland bestaan de cookie jars veelal uit keramiek. Moderne trommels zijn meestal uit kunststof gefabriceerd, ze hebben geen beschildering.
Traditionele blikken zijn vaak voorzien van reclame uitingen of afbeeldingen van speciale  gebeurtenissen. Het resultaat is dikwijls bont en veelkleurig. Voor zover bekend werd het eerste gedecoreerde koekblik gemaakt in Engeland in 1868. Er zijn veel verzamelaars van koektrommels.
De koektrommel wordt soms als metafoor gebruikt om ouderwetse Nederlandse zuinigheid te karakteriseren: "Als je op bezoek gaat bij iemand in Nederland dan krijg je één koekje en vervolgens gaat de trommel dicht". Bij dit presenteren gaat een uitdeler met het koekblik rond. Dit in tegenstelling tot de "cookie jars" in andere landen die open op tafel wordt gezet.

## Verzamelen
In België en Nederland komen er regelmatig speciale koektrommels op de markt, met als onderwerp de respectievelijke koninklijke families. Dit naar aanleiding van jubilea, huwelijken of geboorten. In België komen deze meestal van Biscuit Delacre, dat een onderdeel is van het Britse United Biscuits. Delacre brengt ook geregeld koektrommels uit met als onderwerp Kuifje. Een andere speler in België is Jules Destrooper die regelmatig blikken uitbrengt met nostalgische beelden, zoals oude winkelinrichtingen, stads- en dorpsgezichten.
De speciale en gelimiteerde uitgaven van koektrommels in Nederland komt veelal van het bedrijf Verkade. Ook al een dochteronderneming van United Biscuits.

## Gebouw in Den Haag
De Koektrommel is ook een naam voor het kleurig betegelde, ronde winkelgebouw in het centrum van Den Haag.